# Río Turbio (ciudad)
Yacimiento Río Turbio  o Río Turbio  es una ciudad de 11 670 habitantes (Indec, 2022), del departamento Güer Aike, provincia de Santa Cruz, Argentina.
Se encuentra en el medio de la ruta provincial 20, cerca de la ruta nacional RN 40 (a 8 km) y de la RN 293, a 12 km del poblado minero Veintiocho de Noviembre, a 301 km de la ciudad de Río Gallegos y a 935 km de Caleta Olivia. A escasos 8 kilómetros de Río Turbio, se encuentra la frontera chilena (Paso Dorotea). 

## Historia
- octubre de 1867, sospechas de carbón  en la provincia de Santa Cruz, por una expedición desde el domicilio en la Isla Pavón de Luis Piedrabuena, siguiendo el curso del río Santa Cruz.
- 10 de octubre de 1870, el Presidente de la Nación Domingo Faustino Sarmiento sanciona la Ley N.º 448, premiando con $25.000 pesos al descubridor de minas de carbón explotables comercialmente.
- 28 de junio de 1876, referencias sobre carbón en la provincia de Santa Cruz.
- 22 de febrero de 1887: Día del descubrimiento del carbón en la zona minera de Río Turbio por el teniente de navío Agustín del Castillo.

### La Patagonia Rebelde

#### 10.º de Caballería delEjército Argentino
Al mando del capitán Viñas (de la Policía Nacional), y bajo la comandancia del teniente coronel Héctor Benigno Varela, se aplicaron ejecuciones sin sumario, asesinatos a fusil y tiro de revólver a obreros en huelga, entre noviembre y diciembre de 1921; quemándose cadáveres, y sepultando en fosas comunes NN e inidentificables a 1000 personas. A los sobrevivientes se les quemó la documentación y se les robaron los objetos personales.
Estas acciones se llevaron a cabo bajo las órdenes del entonces presidente de la República Hipólito Yrigoyen, de quien el teniente coronel Héctor Varela era amigo personal.
La intervención de esta unidad militar se dividió en dos etapas: la primera, en la cual el jefe se impuso a la situación y mandó llevar a cabo las reparaciones que correspondían, abonándose las horas extra, salarios atrasados, etcétera.[cita requerida] Las unidades del regimiento que habían llegado se retiraron en esta oportunidad sin que existiera ninguna acción armada. Entre finales de 1921 y el verano de 1922, la rebelión de obreros extranjeros activistas chilenos se encendió nuevamente y el Ejército Argentino respondió, otra vez, bajo las órdenes del presidente Yrigoyen.

### Minas de carbón

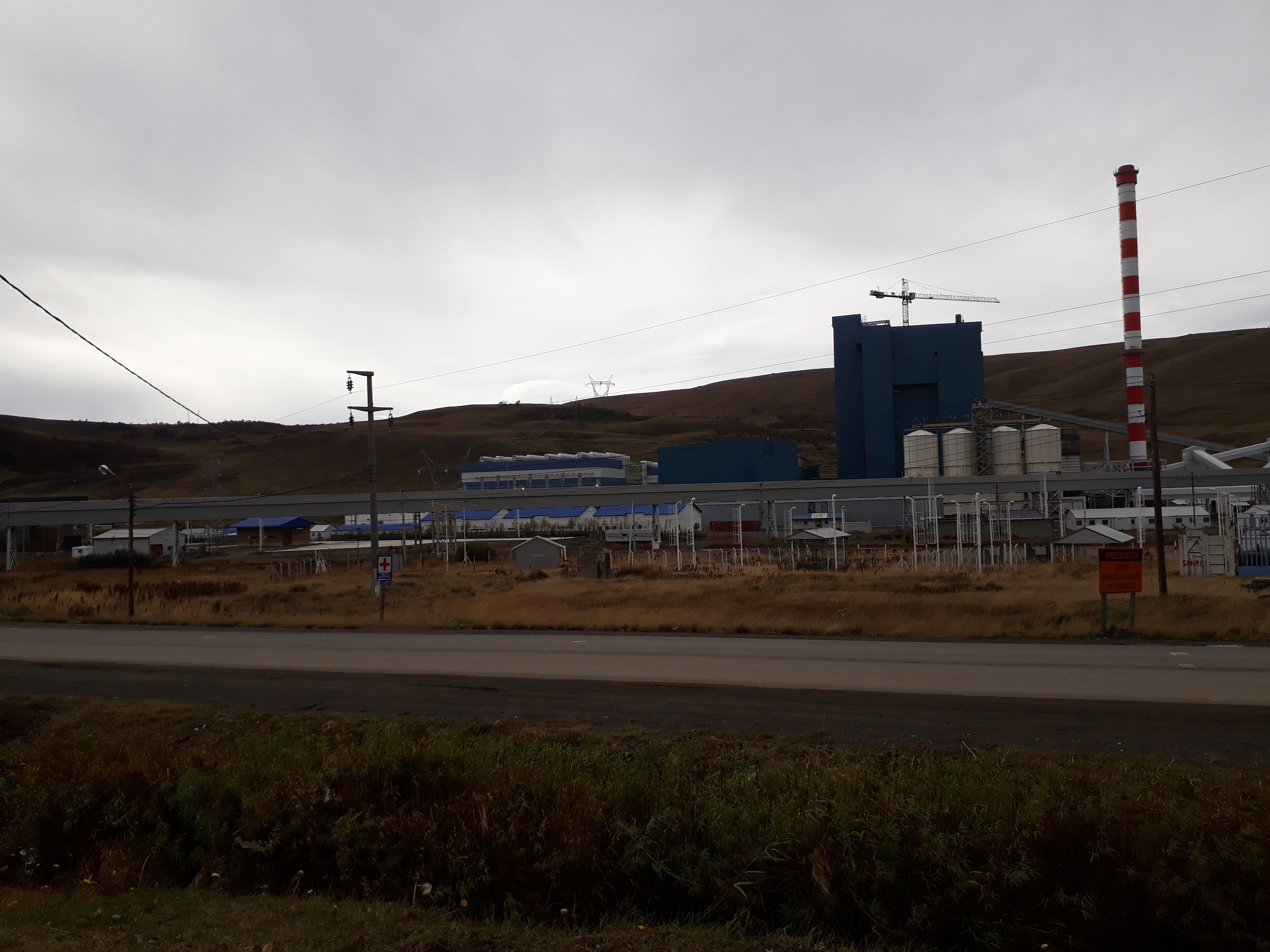
Usina a carbón de la localidad de Río Turbio.

- 27 de mayo de 1941, por resolución de YPF (Yacimientos Petrolíferos Fiscales), se forma la "División Carbón Mineral", del Departamento Exploración, que luego devendría en otra empresa estatal y estratégica argentina: YCF (Yacimientos Carboníferos Fiscales).
- 14 de diciembre de 1942, llega la Comisión N.º 59, con una dotación de mineros a cargo del ingeniero Horacio Güiraldez.
- 2006, creación de la Mega Usina de Carbón.

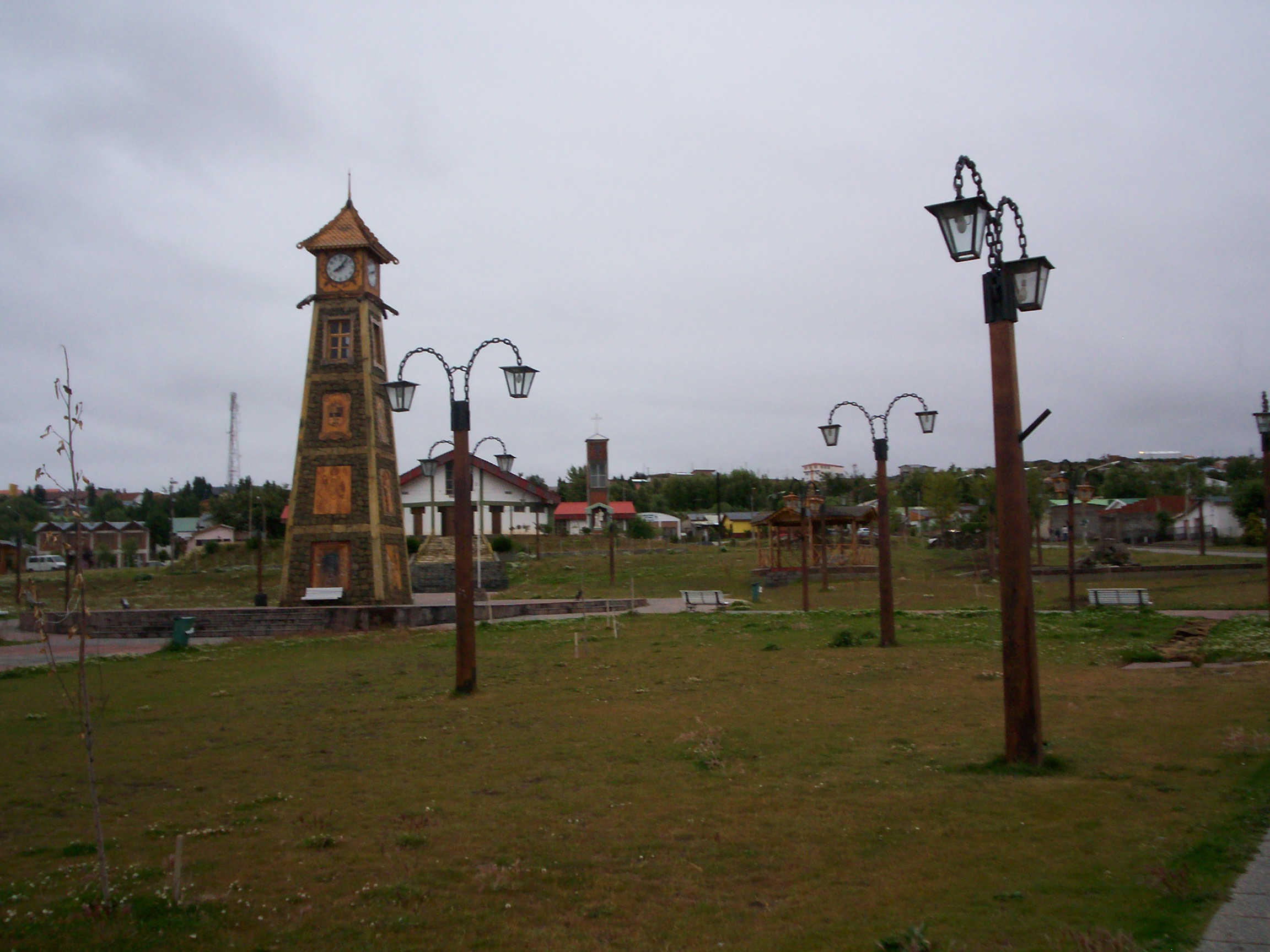
Plaza Centenario del Carbón (Río Turbio).

## Geografía

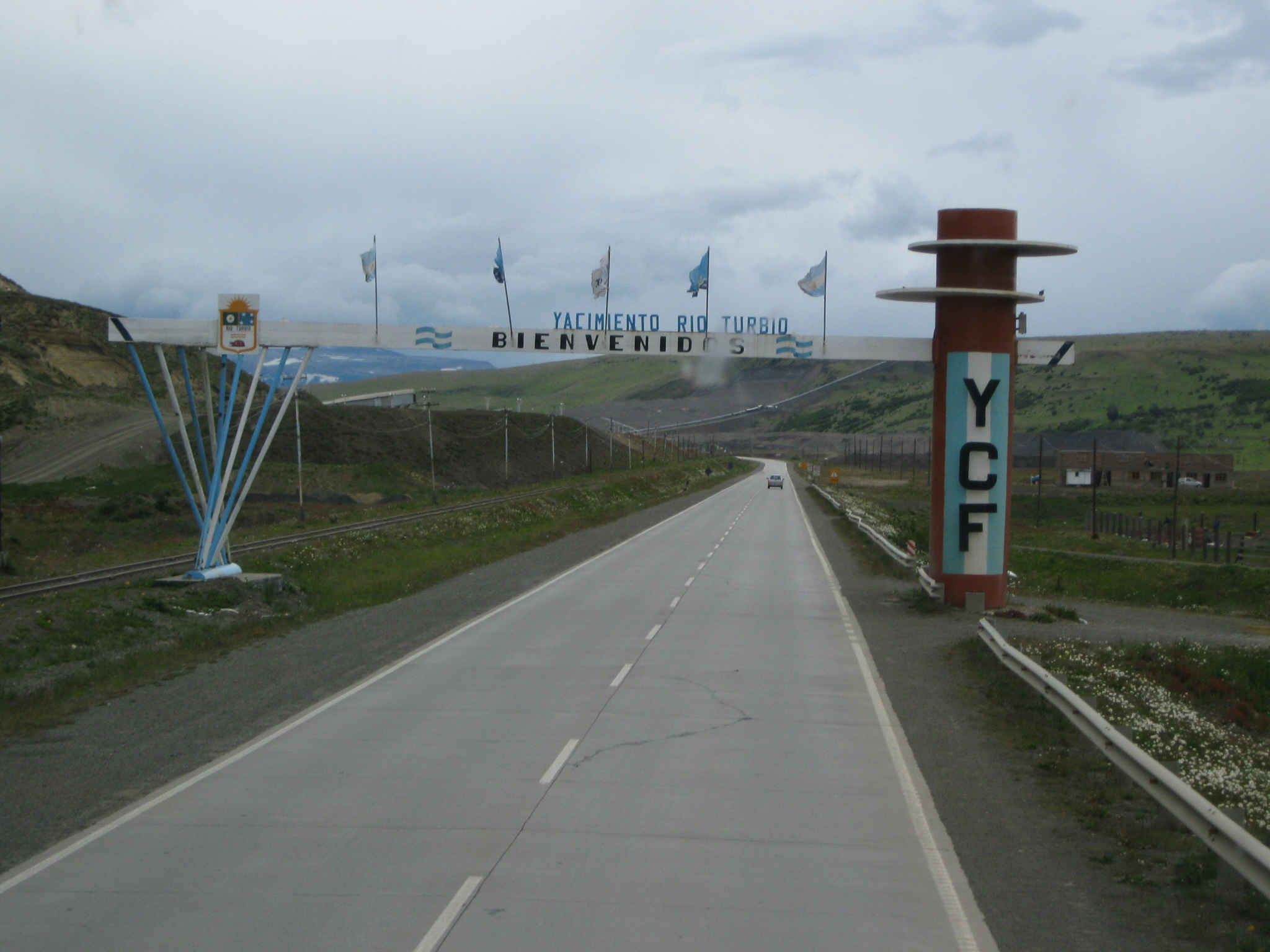
Entrada a Yacimiento Río Turbio.

Río Turbio se encuentra en un área de ecofisiotransición entre la Cordillera de los Andes y la meseta patagónica, y la localidad se asienta en una gran hondonada acompañada por dos arroyos, el San José y Santa Flavia. A 6 km, en la pequeña villa Dorotea, se encuentra el río Turbio. Está totalmente cercada por bellos cerros y al poniente por la Cordillera Chica, que al cubrirse de nevadas, "avisa" a Río Turbio que a su tiempo cubrirá la localidad.
Pertenece a la cuenca carbonífera más importante del país.
Las montañas tienen parcial cubierta de bosques de lenga y ñire; en los valles hay abundantes pastizales.
La altitud de la localidad está comprendida entre los 250 y 750 m s. n. m.

### Clima
Río Turbio tiene un clima riguroso y frío, con temperatura media anual de 5.4 °C, una máxima absoluta de 28 °C y una mínima absoluta de -30 °C. El clima de esta ciudad está clasificado como clima continental subpolar (Dfc) según la clasificación climática de Köppen.
| Parámetros climáticos promedio de Río Turbio | Parámetros climáticos promedio de Río Turbio | Parámetros climáticos promedio de Río Turbio | Parámetros climáticos promedio de Río Turbio | Parámetros climáticos promedio de Río Turbio | Parámetros climáticos promedio de Río Turbio | Parámetros climáticos promedio de Río Turbio | Parámetros climáticos promedio de Río Turbio | Parámetros climáticos promedio de Río Turbio | Parámetros climáticos promedio de Río Turbio | Parámetros climáticos promedio de Río Turbio | Parámetros climáticos promedio de Río Turbio | Parámetros climáticos promedio de Río Turbio | Parámetros climáticos promedio de Río Turbio |
| Mes                                          | Ene.                                         | Feb.                                         | Mar.                                         | Abr.                                         | May.                                         | Jun.                                         | Jul.                                         | Ago.                                         | Sep.                                         | Oct.                                         | Nov.                                         | Dic.                                         | Anual                                        |
| -------------------------------------------- | -------------------------------------------- | -------------------------------------------- | -------------------------------------------- | -------------------------------------------- | -------------------------------------------- | -------------------------------------------- | -------------------------------------------- | -------------------------------------------- | -------------------------------------------- | -------------------------------------------- | -------------------------------------------- | -------------------------------------------- | -------------------------------------------- |
| Temp. máx. abs. (°C)                         | 28                                           | 24                                           | 19                                           | 15                                           | 11                                           | 13                                           | 17                                           | 20                                           | 23                                           | 25                                           | 28                                           | 26                                           | 28                                           |
| Temp. máx. media (°C)                        | 15.9                                         | 15                                           | 13.4                                         | 10.6                                         | 6.2                                          | 4.4                                          | 4                                            | 5.4                                          | 8.7                                          | 12.1                                         | 13.3                                         | 15.2                                         | 10.3                                         |
| Temp. media (°C)                             | 10.4                                         | 9.5                                          | 8                                            | 5.5                                          | 2                                            | 0.3                                          | -0.1                                         | 1.2                                          | 4                                            | 6.6                                          | 7.7                                          | 9.4                                          | 5.4                                          |
| Temp. mín. media (°C)                        | 5                                            | 4                                            | 2.6                                          | 0.5                                          | -2.1                                         | -3.7                                         | -4.2                                         | -2.9                                         | -0.6                                         | 1.1                                          | 2.1                                          | 3.7                                          | 0.5                                          |
| Temp. mín. abs. (°C)                         | -5                                           | -9                                           | -12                                          | -15                                          | -30                                          | -14                                          | -10                                          | -8                                           | -17                                          | -19                                          | -13                                          | -6                                           | -30                                          |
| Lluvias (mm)                                 | 31                                           | 36                                           | 47                                           | 42                                           | 37                                           | 32                                           | 34                                           | 33                                           | 27                                           | 29                                           | 25                                           | 28                                           | 401                                          |
| Fuente: climate-data.org[cita requerida]     |                                              |                                              |                                              |                                              |                                              |                                              |                                              |                                              |                                              |                                              |                                              |                                              |                                              |

### Sismicidad
La región responde a la falla Fagnano-Magallanes, un sistema regional de falla sismogénico de orientación este-oeste que coincide con el límite transformante entre las placas Sudamericana (al norte) y Scotia (al sur). Con sismicidad media, su última expresión se produjo el 17 de diciembre de 1949 (75 años) a las 22.30 UTC-3, con una magnitud aproximadamente de 7,8 en la escala de Richter.

## Turismo

### Principales atractivos

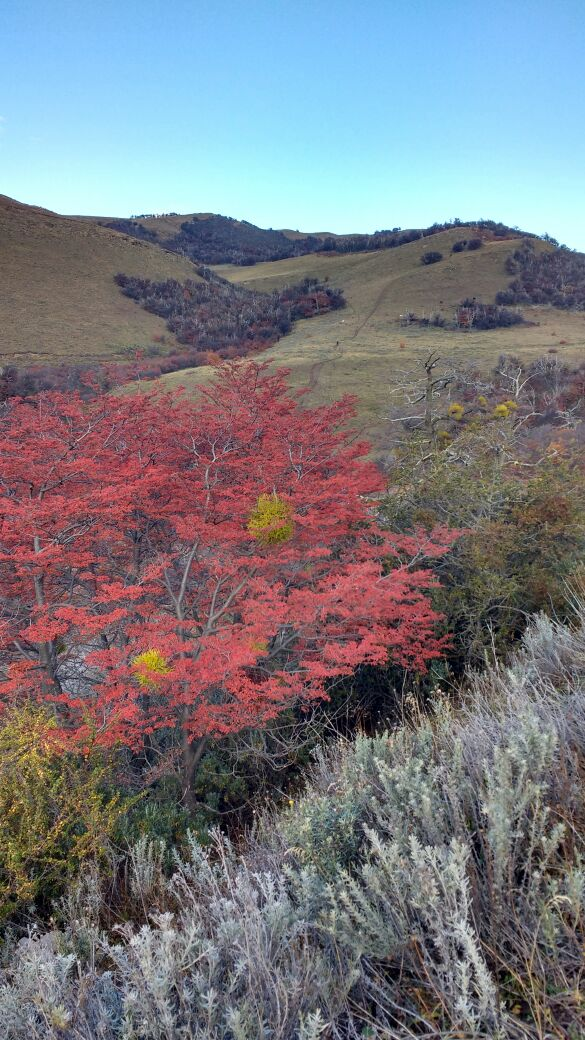
Otoño en Mina 1, Río Turbio.

- Parque escultórico “Bosque de duendes”: fundado en 2003 y ubicado a 4 km de la localidad, es una de las manifestaciones culturales más importantes de la Patagonia, por contener en su interior una de las reservas ecológicas más grandes de lengas (Nothofagus pumilio) y ñires (Nothofagus antárctica) y por ser la única de la provincia de Santa Cruz y la más grande del país por la gran cantidad de esculturas talladas durante el recorrido. Cuenta con 44 esculturas dispuestas en un circuito que bordea el arroyo Santa Flavia. Cada una de estas esculturas tiene principal importancia por ser parte de la representación histórica de la localidad, las cuales fueron creadas por distintos artistas patagónicos.
- Centro de deportes invernales “Valdelen”: ubicado a 5 km de Río Turbio y contenido en un valle de lengas de donde proviene su nombre, posee pistas de esquí nórdico y alpino para esquiadores avanzados y expertos: pistas de competición y pistas para principiantes con iluminación artificial. El centro es dirigido por el Club Andino Río Turbio. La temporada va desde fines de abril hasta septiembre y ofrece servicios de alojamiento, restauración, guardería, servicio de instructores, alquiler de equipos, medios de elevación, snowboard, motoesquí y trineos.
- Museo Don Anatol Kowaljow: Creado en 1978 como centro de capacitación para los obreros del Yacimiento Carbonífero, y luego revalorizado como museo por contener en su interior una gran cantidad de herramientas y archivos que dan cuenta del desarrollo de la actividad carbonífera en Río Turbio. En él se pueden observar maquinarias de trabajo, fotografías, archivos históricos, distintas proyecciones de videos y otros objetos que permiten al visitante conocer como se realiza el proceso de extracción, procesamiento y traslado del carbón mineral; además, estas muestras permiten observar el avance tecnológico que ha tenido la mina desde el año 1943 hasta el presente. Las visitas guiadas están a cargo de personal perteneciente a la empresa YCRT.
- Avistaje del cóndor andino: En la ciudad de Veintiocho de Noviembre se encuentra el mirador del cóndor andino, creado con el objetivo de incrementar el potencial turístico del cóndor andino (en peligro de extinción), impulsado por iniciativa de la Universidad Nacional de la Patagonia Austral (UNPA). El paisaje de la localidad se ve realzado por el avistaje de estas aves de gran importancia para la Patagonia argentina.

## División administrativa

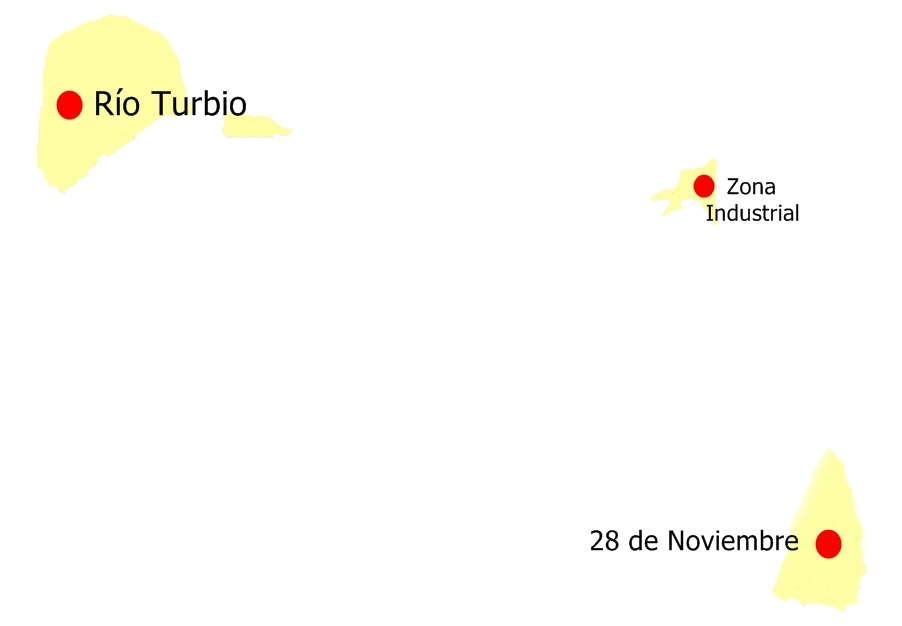
Mancha urbana de la cuenca carbonífera

Según su división administrativa, la ciudad de Río Turbio se encuentra dividida en barrios, los cuales son:
- Coihues (Comarco)
- Comercial
- Don Bosco
- Eva Perón
- Güemes
- Hielos Continentales
- Islas Malvinas
- Julia Dufour
- Las Lengas
- Las Margaritas
- Los Lupinos
- Los Ñires
- Los Pinos
- El Mirador del Cóndor
- Sanidad
- Santa Cruz
- Tréboles
- Cerro de la cruz
- Los Mineros (Pabellones)
- YCRT

## Población
Contó con 8814 habitantes (Indec, 2010), de los cuales 4 214 mujeres y 4 600 varones, lo que representó un incremento del 32% frente a los 6650 habitantes (Indec, 2001) del censo anterior. 
El último censo reveló 11 670 habitantes (Indec, 2022) y unas 4 488 viviendas. Este resultado la colocó como la 8.ª localidad en la provincia.
| Gráfica de evolución demográfica de Río Turbio entre 1960 y 2022 |
|                                                                  |
| Fuente: Censos nacionales del INDEC                              |

## Ciudades hermanadas
- Las Heras, Argentina[7]

## Parroquias de la Iglesia católica en Río Turbio

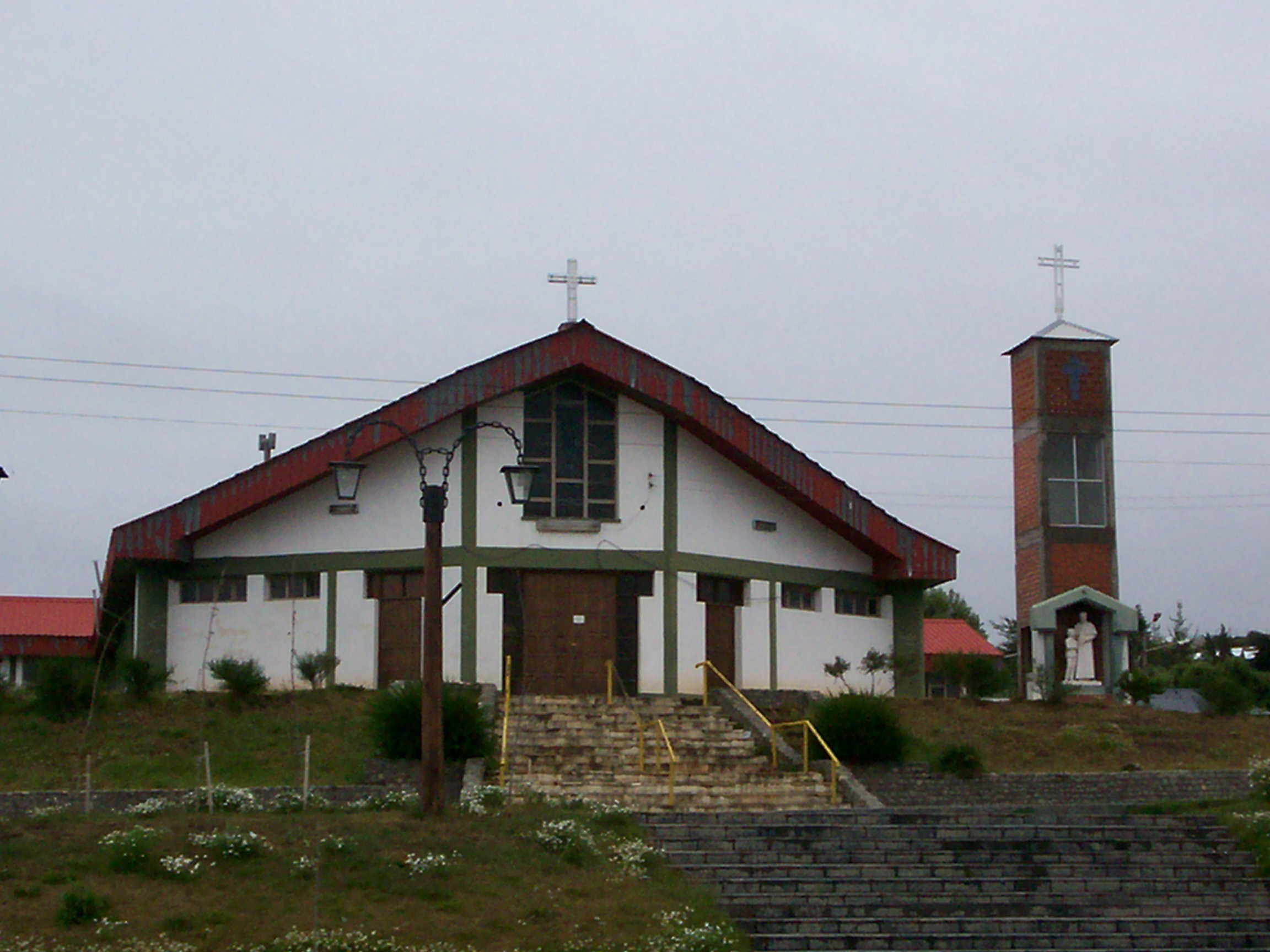
Iglesia de Río Turbio.

| Diócesis  | Río Gallegos                               |
| --------- | ------------------------------------------ |
| Parroquia | Santa Bárbara Templo Santa María de la Paz |

## Accidente en la Mina 5 (2004)

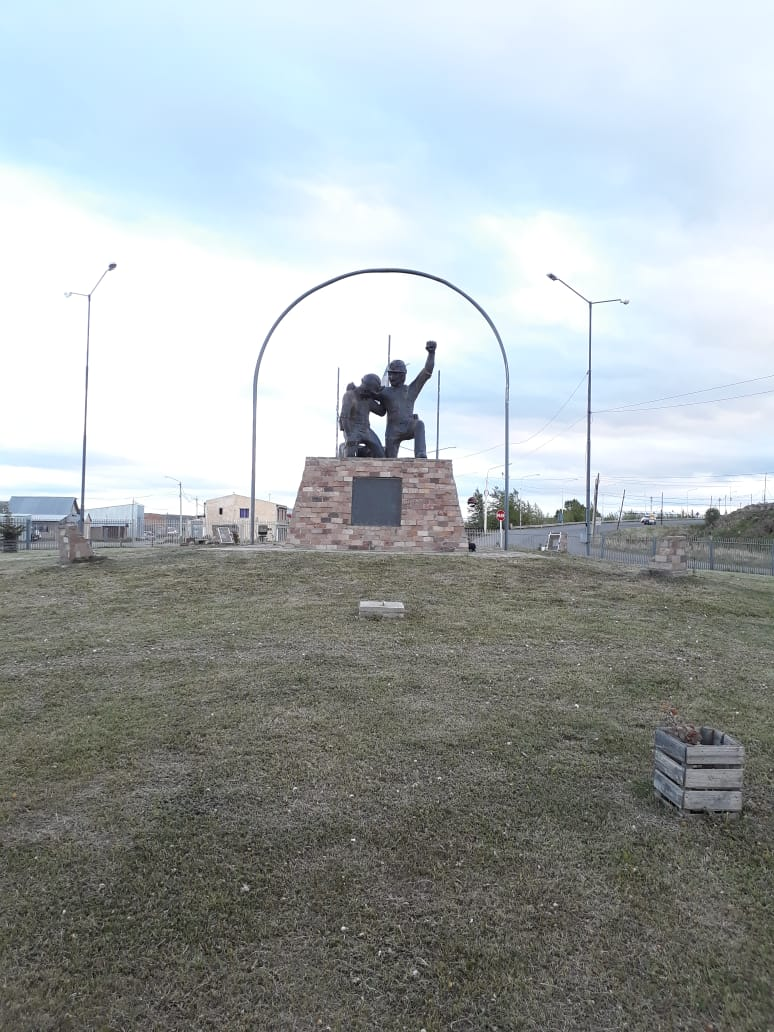
Monumento en homenaje a los 14 mineros fallecidos en la Mina 5.

El 14 de junio de 2004 ocurrió un incendio y posterior derrumbe en la mina número 5 de la empresa YCRT. 14 mineros correspondientes al 3.er turno no pudieron salir con vida. Esta tragedia es recordada cada 14 de junio en las localidades de Río Turbio, Veintiocho de Noviembre y Julia Dufour, conmemorándose a los fallecidos durante el incendio.
Fallecidos:
1. José Luis Armella
2. José Sambrano Hernández
3. José Díaz Alvarado
4. Julio Néstor Álvarez
5. Jorge Eduardo Vallejo
6. Ricardo Guillermo Cabrera
7. José Edecio Chávez
8. Miguel Antonio Cardozo
9. Odilón Vedia
10. Víctor Hernández
11. Nicolás Esteban Arancibia
12. Oscar Marchan
13. Héctor César Rebollo
14. Silverio Méndez